# Тёмкино (деревня, Смоленская область)
Тёмкино — село в Тёмкинском районе Смоленской области России. Входит в состав Павловского сельского поселения. Население — 109 жителей (2007 год).
Расположена в восточной части области в 1,5 км к северу от Тёмкина, в 30 км северо-восточнее автодороги Р132 Вязьма — Калуга — Тула — Рязань. В 3 км южнее села расположена железнодорожная станция Тёмкино на линии Вязьма — Калуга.

## История
Это село возникло как сторожевой пост на речке Пчелка, и было основано московским воеводой князем Григорием Потемкиным на рубеже между Литвой и Россией в первой четверти XVI века.
В годы Великой Отечественной войны село было оккупировано гитлеровскими войсками в октябре 1941 года, освобождено в марте 1943 года.. Здесь с 1943 по 1993 год жила схимонахиня Макария, при жизни к ней за советом приезжало много паломников. В последние годы село стало возрождаться. Построены церковь, часовня и музей схимонахини Макарии. Должна быть построена и гостиница для паломников. Есть и свой святой источник. Гостиницы до сих пор нет - уже 2017 год. Название село Темкино отобрали без всякого опроса жителей в пользу бывшего посёлка Тёмкино, а вместо села присвоили деревню, хотя церковь была и есть.